# Paralcidia
Paralcidia is een geslacht van vlinders van de familie spanners (Geometridae), uit de onderfamilie Ennominae.

## Soorten
- P. albistrigula Warren, 1907
- P. colpochlaena Prout, 1926
- P. errabunda Warren, 1906
- P. marginata Warren, 1906
- P. rufitincta Warren, 1907
- P. rufivenata Warren, 1906
- P. subvinosa Prout, 1916